# Elasmus rufiventris
Elasmus rufiventris är en stekelart som beskrevs av Charles Ferrière 1947. Elasmus rufiventris ingår i släktet Elasmus, och familjen finglanssteklar. Arten är reproducerande i Sverige.